# Afromorgus maissouri
Afromorgus maissouri är en skalbaggsart som beskrevs av Haaf 1954. Afromorgus maissouri ingår i släktet Afromorgus och familjen knotbaggar. Inga underarter finns listade i Catalogue of Life.